# Pressehaus Bintz Verlag
Das Pressehaus Bintz-Verlag GmbH & Co KG ist ein deutscher Zeitungsverlag mit Sitz in Offenbach am Main (Hessen). Die Geschichte des Pressehauses Bintz geht auf die 1773 gegründete und 1947 wieder gegründete Offenbach-Post zurück. Der Verlag gehört zur Ippen-Gruppe.

## Zeitungen
Folgende Zeitungen gibt das Pressehaus Bintz Verlag heraus:
- Offenbach-Post
- Hanau-Post
- Langener Zeitung

Zudem sind noch folgende Anzeigenblätter im Portfolio des Verlags:
- Frankfurter Wochenblatt (Auflage: 258.604)
- Seligenstädter Heimatblatt (Auflage: 21.157)
- Stadtpost Heusenstamm (Auflage: 8.072)
- Stadtpost Offenbach (Auflage: 46.455)
- Taunus Wochenblick (Auflage: 154.705)
- Heimatbote Obertshausen (Auflage: 12.439)
- Rodgau-Post (Auflage: 18.144)
- Stadtpost Dietzenbach (Auflage: 13.745)
- Stadtpost Dreieich (Auflage: 17.771)
- Stadtpost Langen/Egelsbach/Erzhausen (Auflage: 21.510)
- Stadtpost Mühlheim (Auflage: 11.191)
- Stadtpost Neu-Isenburg (Auflage: 15.975)
- Stadtpost Rödermark (Auflage: 10.797)
- Extra Tipp Hanau (Auflage: 105.284)
- Gelnhäuser Nachrichten (Auflage: 55.507)
- RheinMain Extra Tipp Frankfurt (Auflage: 262.535)
- RheinMain Extra Tipp Offenbach (Auflage: 203.984)
- RheinMain ExtraTipp Taunus (Auflage: 164.306)

## Beteiligungen
An folgenden Unternehmen ist das Pressehaus Bintz Verlag beteiligt:
- Hanauer Anzeiger GmbH & Co. KG (100 %)
- Pressehaus Offenbach GmbH (100 %)
- Radio/Tele FFH GmbH & Co. Betriebs KG (1,6 %)

## Eigentümerstruktur
Folgende Unternehmen halten Anteile am Pressehaus Bintz Verlag:
- Westfälischer Anzeiger Verlagsgesellschaft (54 %)
- Zeitungsverlag F. Wolff & Sohn (18 %)
- Mittelhessische Druck- und Verlagsgesellschaft (18 %)
- Thomas Bauer (10 %)